# Kommission der Orthodoxen Kirche in Deutschland
Die Kommission der Orthodoxen Kirche in Deutschland (KOKiD) war eine auf Initiative von Anastasios Kallis 1994 gegründete Organisation, die seit deren Gründung im Februar 2010 in der Orthodoxen Bischofskonferenz in Deutschland (OBKD) aufgegangen ist. Die bisherige Arbeit der KOKiD auf dem Feld der panorthodoxen Zusammenarbeit im ökumenischen, sozialen und kulturellen Bereich, gegenüber dem Staat und gegenüber anderen Kirchen wird nun von der OBKD weitergeführt. Sitz des Generalsekretariates der OBKD ist – wie schon bisher der Geschäftsstelle der Kommission – Dortmund.

## Mitgliedskirchen
In der Orthodoxen Bischofskonferenz von Deutschland sind die folgenden orthodoxen Diözesen vertreten:
- Griechisch-orthodoxe Metropolie von Deutschland (Ökumenisches Patriarchat)
- Exarchat der orthodoxen Gemeinden russischer Tradition in Westeuropa (Ökumenisches Patriarchat)
- Ukrainische Orthodoxe Eparchie von Westeuropa (Ökumenisches Patriarchat)
- Griechisch-Orthodoxe Metropolie des Patriarchats von Antiochien für West- und Mitteleuropa
- Berliner Diözese der Russischen Orthodoxen Kirche – Moskauer Patriarchat
- Russische Orthodoxe Diözese des orthodoxen Bischofs von Berlin und Deutschland (Russische Orthodoxe Kirche im Ausland)
- Serbische Orthodoxe Eparchie von Frankfurt und ganz Deutschland
- Rumänische Orthodoxe Metropolie für Deutschland, Zentral- und Nordeuropa
- Bulgarische Diözese von West- und Mitteleuropa
- Westeuropäische Diözese der Georgischen Orthodoxen Kirche

## Organisationsstruktur
Die Kommission hatte (seit einer Satzungsänderung vom Februar 2007) bereits als höchstes Organ die Bischofsversammlung, die jetzt den Namen Orthodoxe Bischofskonferenz in Deutschland (OBKD) trägt und die die Diözesanbischöfe der zehn Mitgliedsbistümer sowie die zurzeit sechs Vikarbischöfe bilden.

## Vorstand und Leitung
Vorsitzender der nunmehr gemäß den Beschlüssen der IV. Präkonziliaren Panorthodoxen Konferenz vom Juni 2009 konstituierten Orthodoxen Bischofskonferenz in Deutschland ist Metropolit Augoustinos (Labardakis) vom Ökumenischen Patriarchat. Zum Generalsekretär der Bischofskonferenz wurde der bisherige Geschäftsführer der KOKiD, Bischöflicher Rat Ipodiakon Nikolaj Thon (Russische Orthodoxe Kirche) gewählt, zu ihrem Schatzmeister der Priester Radomir Kolundzic (Serbische Orthodoxe Kirche).

## Medien
Seit 1997 wird im Auftrag der Kommission bzw. jetzt der Bischofskonferenz von der „Gesellschaft Orthodoxe Medien“ (mit Sitz zuerst in Wuppertal, seit Januar 2008 vereint mit dem Büro der OBKD in Dortmund) auch ein eigener monatlicher Informationsdienst „Orthodoxie aktuell“ mit Beiträgen und Nachrichten aus der Orthodoxen Kirche in aller Welt, besonders aber in Deutschland publiziert, ebenso alljährlich ein Verzeichnis aller Bistümer, Gemeinden und Einrichtungen der Orthodoxen Kirche in Deutschland sowie ein liturgischer Kalender.

## Theologische und pastorale Zusammenarbeit
Seit 2006 existierte eine Theologische Arbeitsgruppe der KOKiD, in der unter Leitung von Assaad Elias Kattan (Westfälische Wilhelms-Universität in Münster) Theologen und Theologinnen aus allen orthodoxen Bistümern Deutschlands zusammenarbeiten. Im November 2010 wurde diese Arbeitsgruppe zu einer offiziellen Kommission der Bischofskonferenz erhoben, der laut Satzung immer ein Bischof vorsteht, in diesem Fall Bischof Vasilios (Tsiopanas) von Aristi.
Seit 2007 gab es weiterhin eine Arbeitsgruppe zur Übersetzung orthodoxer liturgischer Texte in deutscher Sprache (koordiniert von Mönchspriester Benedikt Schneider aus Göttingen), die 2009 die Arbeiten an einer neuen gemeinsamen Übersetzung der Göttlichen Liturgie ins Deutsche beendet hat. Mit Billigung der Orthodoxen Bischofskonferenz ist dieser Text 2010 gedruckt und auch an diversen Stellen im Internet zugänglich gemacht worden. Er gilt probeweise bis Ende 2011 und soll dann unter Berücksichtigung der bis dahin eingegangenen Änderungsvorschläge in endgültiger Form eingeführt werden. Im November 2010 wurde auch diese Arbeitsgruppe zur Kommission unter Leitung von Erzbischof Mark (Arndt) von Berlin und Deutschland erhoben.

## Jugend- und Studentenarbeit
Aus einer Initiative der Kommission ist der Orthodoxe Jugendbund Deutschland als eine landesweite orthodoxe Jugendorganisation entstanden, die ebenfalls von allen Bistümern gemeinsam getragen wird und in der Jugendliche aller in Deutschland lebenden orthodoxen Nationen zusammenarbeiten.
Seit Anfang 2007 gibt es eine diözesanübergreifende orthodoxe Studentenseelsorge, wobei für die wichtigsten deutschen Hochschulorte eigene Studierendenseelsorger ernannt worden sind. Neben dem Religionsunterricht ist dies ein weiteres Feld, auf dem pastorale Strukturen aufgebaut werden, die regional und nicht mehr nach den nationalen Bistümern gegliedert sind.
Weitere Arbeitsfelder der KOKiD sind die Öffentlichkeitsarbeit, insbesondere die Betreuung der Rundfunk- und Fernsehübertragungen orthodoxer Gottesdienste, sowie die ökumenischen und interreligiösen Kontakte der Orthodoxen Kirche in Deutschland.